# Huìsī
(Huìsī  Dàshèng zhǐguān fǎmén 大乗止観法門 T.D. 1924)
Huìsī (慧思, Wade Giles: Hui-ssu. In coreano: Hyesa; in giapponese: Eshi; Hunan, 515 – Nanyue, 577) è stato un monaco buddista cinese, Patriarca della scuola Tiāntái (天台宗).

## La vita, le opere, le dottrine
Venticinquesimo patriarca Tiantai (giapp. Tendai), secondo il lignaggio che segue la lista dei ventitré patriarchi indiani indicati nel Fù fǎzàng yīnyuán zhuàn (付法藏因緣傳, giapp. Fuhōzōin'enden, Trasmissione del tesoro del Dharma, T.D. 2058.50) opera del V sec., tradotta dal sanscrito in cinese, secondo la tradizione,  da Jíjiāyè (吉迦夜, Kekaya or Kiïkara?, date non disponibili) e da Tányào (曇曜, intorno al 450-490) nel 472 e a cui, nel VI secolo, furono aggiunti i tre patriarchi cinesi: Huìwén (慧文, V secolo), Huìsī (南嶽, 515-577) e Zhìyǐ (智顗, 538-597).
Huìsī è comunque considerato il maestro di Zhìyǐ, quest'ultimo il vero fondatore della scuola Tiāntái avendone eretto il primo monastero sulla omonima catena montuosa situata nella provincia cinese dello Zhejiang.
Huìsī nacque nel 515, durante la dinastia Wei Settentrionali (北魏 Běi Wèi) probabilmente durante il regno di Xiào Míng (孝明 anche conosciuto come Yuán Xǔ, 元詡 regno: 515-28). Divenne sramanera (monaco novizio, cinese 沙彌 shāmí) all'eta di quattordici anni avviandosi allo studio del Saddharmapuṇḍarīkasūtra (Sutra del Loto, 妙法蓮華經 Miàofǎ Liánhuā Jīng, giapp. Myōhō Renge Kyō, conservato nel Fǎhuābù).
A diciannove anni raggiunse una prima "illuminazione" meditando sul Zuìmiào shèngdìng jīng (最妙勝定經, Il sutra del meraviglioso samadhi,  Saimyōshō jōgyō) decidendo di divenire un eremita. Conobbe quindi Huìwén che gli insegnò le pratiche meditative, ma ad un certo punto disperò di realizzare l'"illuminazione" definitiva ammalandosi gravemente nel 539.

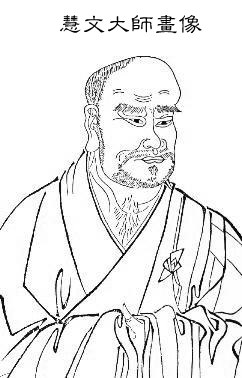
Huìwén (慧文, V secolo), maestro di Huìsī.

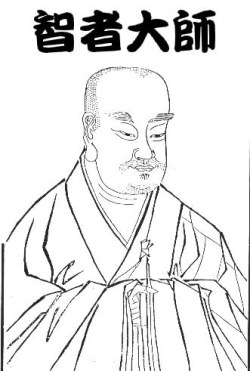
Zhìyǐ (智顗, 538-597), discepolo e successore di Huìsī.

Finalmente realizzò il "risveglio" quando, disperato e deciso a gettarsi dal tetto di un tempio salì in cima al muro. Più tardi definì questa sua esperienza come fǎhuā sānmèi (法華三昧, Samadhi del Loto, giapp.: hokke zanmai).
Alcuni monaci daoisti cercarono di avvelenarlo e quindi si rifugiò nel Sud della Cina, sul Monte Dasu (大蘇山, Dàsū shān, nello Henan) dove copiò a caratteri d'oro il Sutra del Loto.
Qui conobbe, nel 561, Zhìyǐ che gli fu allievo per i successivi sette anni.
Lo scoppio di un'ulteriore guerra dinastica separò nel 567 il maestro dall'allievo: Huìsī tornerà al monastero di Nányuè (南岳, meglio conosciuto come Tempio del Monte Heng, 南岳大庙, attualmente nello Henan)  da dove era partito anni prima e lì morirà all'età di sessantadue anni. Zhìyǐ invece si dirigerà verso Jinling (capitale della dinastia Chen meridionale, oggi Nanchino), risiedendo nel tempio di Wǎguān (瓦官寺, Wǎguān-sì).
Di Huìsī conserviamo nel Canone cinese dieci opere: 
- Dàshèng zhǐguān fǎmén (大乗止観法門, Dottrina mahayana della quiete e della comprensione, T.D. 1924);
- Suí zìyì sānmèi (隨自意三昧 Il samadhi realizzato con la volontà, Xuzangjing o Zokuzōkyō 2,3);
- Zhufa wucheng sanmei famen (諸法無諍三昧法門, L'insegnamento del samadhi riguardo ai fenomeni, T.D. 1923);
- Fahua jing anluo xingyi (La realizzazione del capitolo Anluo  del Fahuajing, XIV capitolo del Sutra del Loto T.D. 1926);[1]
- Shou pusa jieyi (Il rito per ricevere i precetti, Xuzangjing 2,10);
- Nányuè Sī dà chánshī lìshì yuànwén(南嶽思大禪師立誓願文,  T.D. 1933, Voto di [Hui]Sī grande maestro di dhyāna di Nányuè);
- Sishierzimen (I quarantudue punti);
- Wuzeng xing men (L'azione autentica);
- Angle xing (L'attività serena).

A Huìsī viene attribuita la dottrina della 'simultaneità delle tre consapevolezze' (一心三觀, yīxīn sānguān): consapevolezza della vacuità di ogni fenomeno (觀空 guānkōng), consapevolezza della sua unicità provvisoria (觀假, guānjiǎ) e quindi consapevolezza unita di vacuità e unicità provvisoria di ogni fenomeno o suoi insiemi (觀中 guānzhōng) . Tale dottrina eredita quella della 'simultaneità della mente nelle tre saggezze' (一心三智 yīxīn sānzhì) di Huìwén ed è alla base delle dottrine Tiāntái dello yuánróng sāndì (圓融三諦) e dello yīniàn sānqiān (一念三千).